# Giết người

Tranh vẽ hiện trường một vụ giết người

Giết người trái pháp luật, gọi ngắn là giết người hay sát nhân (tiếng Anh: murder), là hành vi cố ý tước đoạt tính mạng của người khác một cách trái pháp luật. Hành vi tước đoạt tính mạng người khác được hiểu là hành vi có khả năng gây ra cái chết cho con người, chấm dứt sự sống của họ. Hậu quả của hành vi trái luật này là hậu quả chết người. Như vậy, tội giết người chỉ được coi là tội phạm hoàn thành khi có hậu quả chết người. Nếu hậu quả chết người không xảy ra vì nguyên nhân khách quan thì hành vi phạm tội được coi là tội giết người không thành (khi có lỗi cố ý trực tiếp) hoặc là tội cố ý gây thương tích (khi có lỗi cố ý gián tiếp). Mục đích và động cơ phạm tội không là dấu hiệu bắt buộc của cấu thành tội phạm tội giết người và được quy định là tình tiết định khung tăng nặng hình phạt.

## Cấu thành tội phạm

### Mặt chủ quan
Lỗi của người phạm tội là cố ý. Có thể là lỗi cố ý trực tiếp hay lỗi cố ý gián tiếp.
- Lỗi cố ý trực tiếp: Người phạm tội thấy trước hậu quả chết người có thể xảy ra, nhưng vì mong muốn hậu quả đó xảy ra nên đã thực hiện hành vi phạm tội. Ví dụ như dùng súng trực tiếp bắn vào đầu hoặc tim của nạn nhân dẫn đến tử vong.
- Lỗi cố ý gián tiếp: Người phạm tội nhận thức được hành vi của mình có thể gây nguy hiểm đến tính mạng của người khác, thấy trước hậu quả chết người có thể xảy ra, nhưng để đạt được mục đích của mình nên đã có ý thức để mặc cho hậu quả xảy ra (có ý thức chấp nhận hậu quả đó). Ví dụ trường hợp biết nạn nhân không biết bơi, người thực hiện hành vi phạm tội đã đẩy nạn nhân ngã xuống hồ bơi, sông hồ để nạn nhân chết đuối.

### Mặt khách quan
Hành vi khách quan của tội giết người có thể là hành động như: bóp cổ, đấm đá, bẻ cổ, bịt miệng, bịt mũi... hay sử dụng vũ khí hoặc chất độc tác động lên người khác (đâm, chém, bắn, bỏ thuốc độc,...). Hành vi khách quan của tội giết người còn có thể là không hành động. Đó là các trường hợp chủ thể có nghĩa vụ phải hành động, phải làm những việc cụ thể nhất định để đảm bảo sự an toàn về tính mạng của người khác nhưng chủ thể đã không hành động và là nguyên nhân gây ra cái chết của nạn nhân. Ví dụ: Người mẹ cố ý không cho con bú dẫn đến đứa trẻ bị chết là một trường hợp của không hành động. Hành vi giết người còn có thể thực hiện thông qua hành động của người không có năng lực trách nhiệm hình sự, ví dụ: một người đã thành niên xúi giục một cậu bé dưới 14 tuổi thực hiện hành vi giết người, thì hành vi xúi giục đó được coi là hành vi giết người và người có hành vi xúi giục là người thực hành trong tội giết người.

### Chủ thể
Chủ thể của tội giết người là chủ thể thường, nghĩa là những người có năng lực trách nhiệm hình sự và đạt độ tuổi luật định đều có khả năng trở thành chủ thể của tội giết người. Theo quy định của Bộ luật hình sự (Việt Nam): 
- Người từ đủ 14 tuổi trở lên, nhưng chưa đủ 16 tuổi: có năng lực trách nhiệm hình sự về tội rất nghiêm trọng do cố ý hoặc tội đặc biệt nghiêm trọng.
- Từ đủ 16 tuổi trở lên: Chịu trách nhiệm hình sự về mọi tội phạm.

### Khách thể
Khách thể của tội giết người là quyền được tôn trọng và bảo vệ tính mạng của con người (đang sống). 
Ghi chú: Thai nhi không được xem là một con người đang sống cho đến khi được sinh ra và còn sống. Cho nên việc "giết" một bào thai không được xem là hành vi giết người mà chỉ được xem là hành vi cố ý gây thương tích hoặc là tình tiết tăng nặng trong trường hợp giết người là phụ nữ mà biết là ngươi đó đang mang thai.

## Giết người và những hành vi làm chết người khác

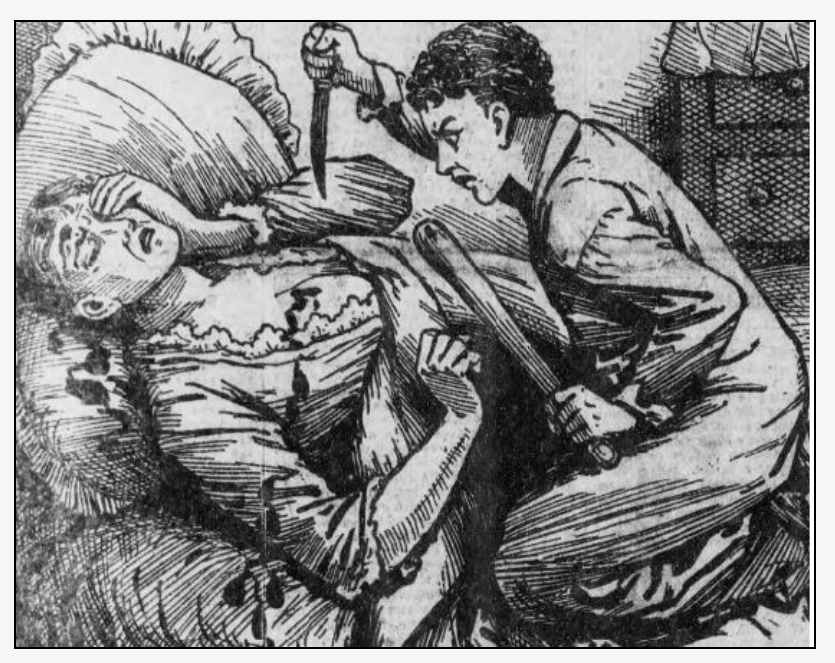
Vụ sát hại Emily Coombes (Cảnh sát hại được tưởng tượng bởi con trai Robert)

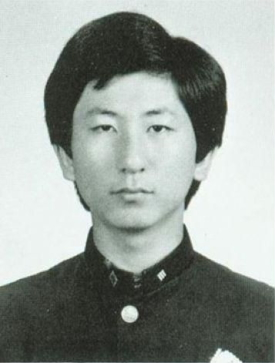
Lee Chun-jae bị cáo buộc là thủ phạm chính của vụ giết người hàng loạt ở Hwaseong, Hàn Quốc những năm 1986 - 1991

Trong Luật Hình sự của các nước, hành vi giết người được quy định là một tội danh. Hành vi đó do người có năng lực trách nhiệm hình sự thực hiện, là lỗi cố ý. Đối với họ, hình phạt họ phải chịu là rất nghiêm khắc (từ 07 năm đến 20 năm tù, tù chung thân hoặc tử hình; 01 năm đến 05 năm trong trường hợp chuẩn bị giết người mà bị phát hiện; ngoài ra còn có thể bị cấm hành nghề hoặc làm công việc nhất định từ 01 năm đến 05 năm, phạt quản chế hoặc cấm cư trú từ 01 năm đến 05 năm). Các khung tăng nặng hình phạt bao gồm:
- Giết 02 người trở lên;
- Giết người dưới 16 tuổi;
- Giết phụ nữ mà biết là có thai;
- Giết người đang thi hành công vụ hoặc vì lý do công vụ của nạn nhân;
- Giết ông, bà, cha, mẹ, người nuôi dưỡng, thầy giáo, cô giáo của mình;
- Giết người mà liền trước đó hoặc ngay sau đó lại thực hiện một tội phạm rất nghiêm trọng hoặc tội phạm đặc biệt nghiêm trọng;
- Để thực hiện hoặc che giấu tội phạm khác;
- Để lấy bộ phận cơ thể của nạn nhân;
- Thực hiện tội phạm một cách man rợ;
- Bằng cách lợi dụng nghề nghiệp;
- Bằng phương pháp có khả năng làm chết nhiều người;
- Thuê giết người hoặc giết người thuê;
- Có tính chất côn đồ;
- Có tổ chức;
- Tái phạm nguy hiểm;
- Vì động cơ đê hèn.

Một số hành vi khác, cũng dẫn đến hậu quả chết người, nhưng không coi là hành vi của tội giết người như: 
- Hành vi đúng luật: Hành vi gây ra cái chết cho người khác được pháp luật cho phép (phòng vệ chính đáng, tình thế cấp thiết, gây thiệt hại trong khi bắt giữ người phạm tội, thi hành án tử hình người phạm tội đặc biệt nghiêm trọng...)
- Hành vi trái luật: Hành vi làm chết người trong khi thi hành công vụ, hành vi vô ý làm chết người, hành vi bức tử, hành vi xúi giục hoặc giúp người khác tự sát, hành vi giết con mới đẻ, hành vi giết người do tinh thần bị kích động mạnh, giết người do vượt quá giới hạn phòng vệ chính đáng...
- Hành vi làm chết người nhưng không bị truy cứu trách nhiệm hình sự: Giết người nhưng đã hết thời hiệu truy cứu TNHS, người dưới 14 tuổi làm chết người, làm chết người do sự kiện bất ngờ, người không có năng lực trách nhiệm hình sự làm chết người, rủi ro trong nghiên cứu khoa học, thi hành mệnh lệnh hoặc chỉ huy của cấp trên...

Trong những trường hợp có hành vi trái luật như thế người ta không quy định là tội giết người mà được quy định bằng một tội danh cụ thể, tương ứng với hành vi. Khung hình phạt đối với những tội danh này không nghiêm khắc bằng khung hình phạt của tội giết người.

## Theo quốc gia

Tỷ lệ giết người trong 100.000 cư dân năm 2012.
0–1
1–2
2–5
5–10
10–20
>20

### Việt Nam
Tội danh giết người trong Bộ Luật Hình sự Việt Nam 2015 được quy định trong chương XIV (Các tội xâm phạm tính mạng, sức khỏe, nhân phẩm, danh dự của con người) các điều từ 123 đến 126.
Lưu ý là tại Việt Nam thì người thực hiện hành vi trái luật làm người khác chết, dù xảy ra đồng thời cùng thời điểm với cái chết tự nhiên của nạn nhân, vẫn bị quy định là tội danh giết người.

### Vương quốc Anh
Theo một thống kê gần đây cho thấy, ở Anh và Wales trung bình mỗi năm xảy ra khoảng 854 vụ giết người.